# NGC 2206
NGC 2206 é uma galáxia espiral barrada (SBbc) localizada na direcção da constelação de Canis Major. Possui uma declinação de -26° 45' 55" e uma ascensão recta de 6 horas, 15 minutos e 59,7 segundos.
A galáxia NGC 2206 foi descoberta em 20 de Janeiro de 1835 por John Herschel.